# San Antonio de Oriente
San Antonio de Oriente é uma cidade hondurenha do departamento de Francisco Morazán.